# Учительное евангелие

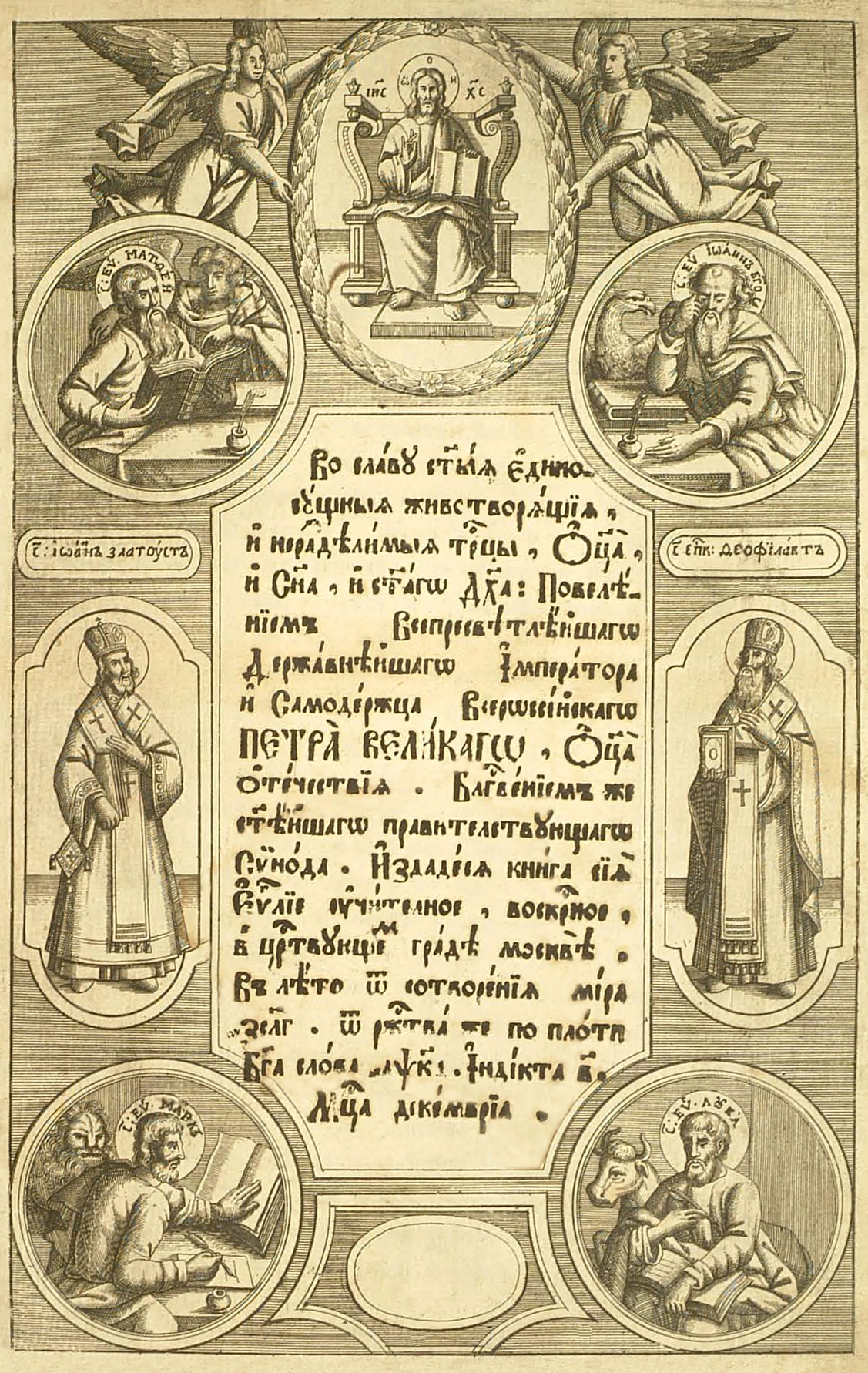
«Учительное Евангелие», заглавная страница, Москва, Синодальная тип., 1724 г.

«Учительное Евангелие» — сборник извлечений и сокращений из бесед Иоанна Златоуста, Кирилла Александрийского и других авторов на воскресные евангельские чтения, составленный, по-видимому, Константином Преславским в конце IX века.

## Структура сборника

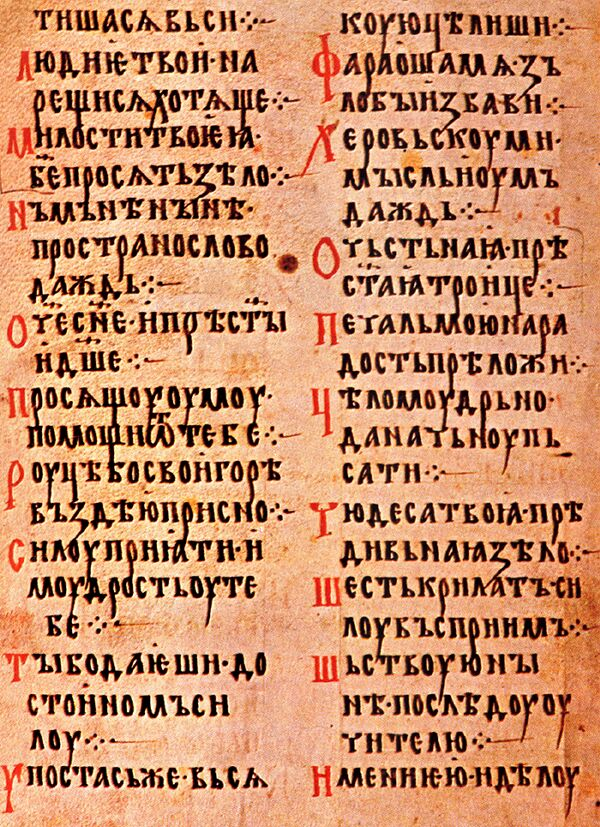
Константин Преславский Азбучная молитва

Сборник открывается предисловием и, предшествующей ему, стихотворной «азбучной молитвой», представляющей собой первый в славянской литературе памятник искусственной поэзии.
После этого идут беседы, расположенные в богослужебно-годовом порядке недель, начиная с недели Пасхи и заканчивая неделей Ваий. При составлении сборника автор пользовался уже готовыми сокращениями на греческом языке, которые переводил дословно. Каждая беседа имеет вступление и заключение, авторство которых (а также авторство 42 беседы целиком) приписывается Константину Преславскому.
В синодальной рукописи после бесед следуют «сказание церковное» (объяснение церковного устройства и литургии по патриарху Герману) и «историкии» (хронологическая статья).

## Сохранившиеся рукописные экземпляры

### Синодальная рукопись
В 1836 г. В. М. Ундольский кратко описал открытую незадолго до этого К. Ф. Калайдовичем в синодальной библиотеке рукопись «Учительного Евангелия» XIII века. Её подробное исследование было проведено А. В. Горским и К. И. Невоструевым.

### Кодекс Дечанского монастыря

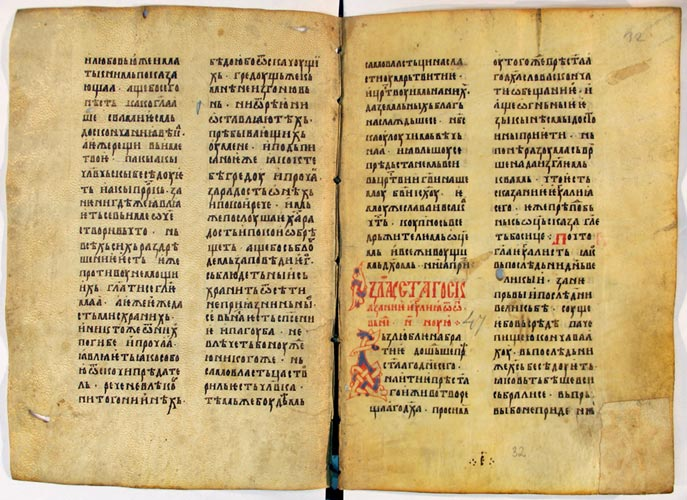
Разворот рукописи Дечанского монастыря, 1286 г.

Эта рукопись была обнаружена в 1857 году в Дечанском монастыре А. Ф. Гильфердингом, служившим в то время консулом России в Боснии и Герцоговине.
Текст на листах этого экземпляра написан двумя разными почерками. На листе 161 есть запись, говорящая о том, что рукопись создана писцом по имени Драгоман в 1286 году в правление сербского короля Стефана Уроша, по повелению архиепископа Иакова, поставленного в том же году. На листе 162 есть запись, сообщающая, по-видимому, имя второго писца: «Писахь я Вукь месеца мая въ 4 днъ… (далее размазано)». Заставка на первом листе и инициалы выполнены киноварью и жёлтой и голубой красками в балканском стиле.
Эта рукопись поступила в Императорскую публичную библиотеку в 1868 году в составе собрания А. Ф. Гильфердинга. Её описание, с филологической точки зрения, сделано И. В. Ягичем.

### Другие рукописи
В 1890 году А. В. Михайлов открыл в Венской придворной библиотеке ещё один, на этот раз — сербский, список XIV века.
Более поздние русские списки «Учительного Евангелия» сохранились в большом количестве.

## Первопечатные книги

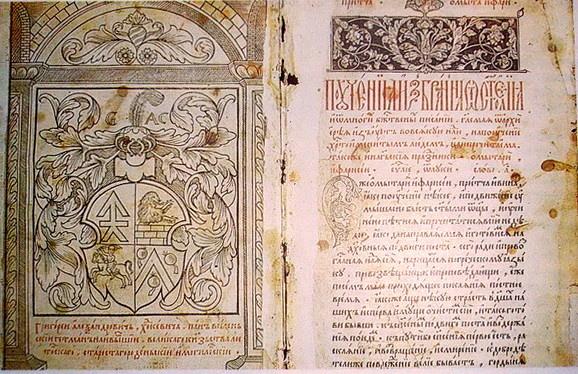
«Учительное евангелие» (1568—1569) Ивана Фёдорова и Петра Мстиславца

В XVI—XVII веках «Учительное Евангелие» получило широкое распространение в Речи посполитой и Русском царстве, выдержав несколько изданий. С другой стороны, произведение постоянно встречало крайне негативную характеристику православных духовных властей. После восстановления киевской митрополии её глава — Иов Борецкий, на соборе 1625 года вынес решение о несоответствии его православному канону, следовании его католической традиции и составил список «ошибок» «Евангелия Учительного». В соответствии с решением Киевской митрополии, оно было признано в Москве сочинением папистическим и царским указом его было приказано уничтожать.
Хронология первых изданий «Учительного Евангелия»:
- 1569 год. Иван Фёдоров и Пётр Мстиславец издают «Учительное Евангелие» в типографии в Заблудове.
- 1580 год. Василий Гарабурда выпускает издание в типографии в Вильне.
- 1595 год. Выходит в свет издание типографии братьев Мамоничей.
- 1616 год. В Евье вышел перевод «Учительного Евангелия» на западнорусский язык, выполненный Мелетием Смотрицким.
- 1619 год. Кирилл Транквиллион-Ставровецкий издает «Учительное Евангелие» в Рохманове.
- 1637 год. Произведение издаётся в типографии Киево-Печерской лавры.
- Примерно в это же время в своей типографии его издаёт Бурцов-Протопопов.
- 1681 год. Москва. (собрание Музея Москвы) .
- 1697 год. Выходит в свет издание Могилёвской братской типографии.